# Segunda División de Andorra 2018-19
La Segunda División de Andorra 2018-19 (oficialmente y en catalán: Segona Divisió de Andorra 2019-20) fue la 20.ª edición de la Segunda División de Andorra. La temporada comenzó el 15 de septiembre de 2018 y finalizó el 19 de mayo de 2019.

## Equipos de la temporada 2018-19
| Equipo                   | Localidad               | 2017-18                |
| ------------------------ | ----------------------- | ---------------------- |
| Atlètic Club d'Escaldes  | Las Escaldas-Engordany  | 2°                     |
| Jenlai                   | Andorra la Vieja        | 7°                     |
| FS La Massana            | La Massana              | 4°                     |
| FC Ranger's              | Andorra la Vieja        | 8°                     |
| CE Carroi                | Andorra la Vieja        | 3°                     |
| UE Santa Coloma B        | Santa Coloma de Andorra | 5°                     |
| FC Encamp B              | Encamp                  | 6°                     |
| Inter Club d'Escaldes B  | Las Escaldas-Engordany  |                        |
| Sporting Club d'Escaldes | Las Escaldas-Engordany  |                        |
| Penya Encarnada          | Andorra la Vieja        | Primera División (8.º) |
| UE Extremenya            | La Massana              | 4° (2015-16)           |

| \| Parroquia \| N.º \| Equipos \| \| ---------------------- \| --- \| -------------------------------------------------------------------------- \| \| Andorra la Vieja \| 5 \| Jenlai; Ranger's; Carroi; UE Santa Coloma B; Penya Encarnada \| \| Las Escaldas-Engordany \| 3 \| Atlètic Club d'Escaldes; Inter Club d'Escaldes B; Sporting Club d'Escaldes \| \| La Massana \| 2 \| La Massana; Extremenya \| \| Encamp \| 1 \| Encamp B \| |     |                                                                            |
| Parroquia | N.º | Equipos                                                                    |
| Andorra la Vieja | 5   | Jenlai; Ranger's; Carroi; UE Santa Coloma B; Penya Encarnada               |
| Las Escaldas-Engordany | 3   | Atlètic Club d'Escaldes; Inter Club d'Escaldes B; Sporting Club d'Escaldes |
| La Massana | 2   | La Massana; Extremenya                                                     |
| Encamp | 1   | Encamp B                                                                   |

## Sistema de competición
Los ocho equipos y los tres filiales de Segunda División se enfrentaron todos contra todos en dos ruedas. Una vez finalizada la fase regular, los seis mejores equipos participaron de la Ronda por el campeonato excepto los filiales.
En esta segunda y última etapa, cada equipo enfrentó a sus respectivos rivales de ronda en una oportunidad, comenzando su participación con la misma cantidad de puntos con la que finalizaron la fase regular. Aquel equipo que al cierre de esta ronda  sumó mayor puntuación se consagró campeón y ascendió a la Primera División, el subcampeón jugó una promoción a doble partido contra el penúltimo de Primera División para mantener su lugar en la liga o ascender.

## Fase regular

### Clasificación
| Pos. | Equipo                   | Pts. | PJ | G  | E | P  | GF | GC  | Dif. |                                  |
| ---- | ------------------------ | ---- | -- | -- | - | -- | -- | --- | ---- | -------------------------------- |
| 1    | Atlètic Club d'Escaldes  | 46   | 18 | 15 | 1 | 2  | 82 | 15  | +67  | Clasificado a los play-off round |
| 2    | Carroi                   | 45   | 18 | 15 | 0 | 3  | 60 | 22  | +38  | Clasificado a los play-off round |
| 3    | La Massana               | 40   | 18 | 13 | 1 | 4  | 79 | 24  | +55  | Clasificado a los play-off round |
| 4    | Penya Encarnada          | 38   | 18 | 12 | 2 | 4  | 53 | 21  | +32  | Clasificado a los play-off round |
| 5    | Inter Club d'Escaldes B  | 25   | 18 | 8  | 1 | 9  | 43 | 30  | +13  |                                  |
| 6    | UE Santa Coloma B        | 22   | 18 | 7  | 1 | 10 | 31 | 45  | −14  |                                  |
| 7    | Encamp B                 | 20   | 18 | 6  | 2 | 10 | 23 | 43  | −20  |                                  |
| 8    | Ràngers                  | 13   | 18 | 4  | 1 | 13 | 31 | 74  | −43  | Clasificado a los play-off round |
| 9    | UE Extremenya            | 12   | 18 | 3  | 3 | 12 | 30 | 60  | −30  | Clasificado a los play-off round |
| 10   | Sporting Club d'Escaldes | 3    | 18 | 1  | 0 | 17 | 20 | 120 | −100 |                                  |
| 11   | Jenlai (D)               | 0    | 0  | 0  | 0 | 0  | 0  | 0   | 0    | Retirado de la competición       |

 Fuente: [cita requerida]

### Tabla de resultados cruzados
| Local \ Visitante        | ACE  | CAR | ENC | MAS  | INT | PEN | RAN  | SPO  | EXT | SUE |
| ------------------------ | ---- | --- | --- | ---- | --- | --- | ---- | ---- | --- | --- |
| Atlètic Club d'Escaldes  | —    | 5–1 | 4–0 | 3–1  | 1–0 | 4–0 | 13–0 | 11–1 | 2–2 | 2–1 |
| CE Carroi                | 1–2  | —   | 1–0 | 3–2  | 3–0 | 1–0 | 2–0  | 14–1 | 4–0 | 2–1 |
| Encamp B                 | 0–7  | 1–5 | —   | 0–4  | 0–4 | 1–1 | 2–1  | 4–2  | 0–2 | 1–2 |
| La Massana               | 3–1  | 1–2 | 1–1 | —    | 3–1 | 4–2 | 9–0  | 6–1  | 9–2 | 8–2 |
| Inter Club d'Escaldes B  | 1–4  | 3–5 | 0–1 | 3–1  | —   | 0–4 | 7–0  | 3–2  | 1–3 | 0–2 |
| Penya Encarnada          | 1–0  | 1–0 | 3–0 | 0–2  | 1–1 | —   | 3–1  | 12–0 | 5–1 | 2–1 |
| Ràngers                  | 3–5  | 2–4 | 1–3 | 0–7  | 0–3 | 4–5 | —    | 4–3  | 2–1 | 4–2 |
| Sporting Club d'Escaldes | 0–12 | 0–5 | 0–3 | 0–11 | 0–8 | 1–6 | 1–6  | —    | 5–3 | 3–4 |
| UE Extremenya            | 0–5  | 1–5 | 2–4 | 2–4  | 0–5 | 0–2 | 2–2  | 5–0  | —   | 2–3 |
| UE Santa Coloma B        | 0–1  | 2–4 | 3–2 | 1–3  | 0–3 | 0–5 | 2–1  | 3–0  | 2–2 | —   |

### Resultados
- Los horarios corresponden a la CET (Hora Central Europea) UTC+1 en horario estándar y UTC+2 en horario de verano.

| UE Extremenya | 0 - 2 | Penya Encarnada d'Andorra | Centre d'Entrenament de la FAF 2 | 15 de septiembre | 20:30 |
| Rangers       | 2 - 4 | CE Carroi                 | Camp d'Esports d'Ordino          | 16 de septiembre | 15:00 |
| La Massana    | 3 - 1 | Inter Club d'Escaldes B   | Camp d'Esports d'Ordino          | 16 de septiembre | 18:00 |
| Encamp B      | 4 - 2 | Sporting Club d'Escaldes  | Centre d'Entrenament de la FAF 2 | 16 de septiembre | 20:00 |

| Penya Encarnada d'Andorra | 0 - 2 | La Massana        | Centre d'Entrenament de la FAF 2 | 22 de septiembre | 20:30 |
| Sporting Club d'Escaldes  | 1 - 6 | Rangers           | Camp d'Esports d'Ordino          | 23 de septiembre | 12:00 |
| Inter Club d'Escaldes B   | 0 - 1 | Encamp B          | Camp d'Esports d'Ordino          | 23 de septiembre | 15:00 |
| CE Carroi                 | 2 - 1 | UE Santa Coloma B | Camp d'Esports d'Ordino          | 23 de septiembre | 18:00 |
| Atlètic Club d'Escaldes   | 2 - 2 | UE Extremenya     | Centre d'Entrenament de la FAF 2 | 23 de septiembre | 20:00 |

| La Massana        | 3 - 1 | Atlètic Club d'Escaldes   | Centre d'Entrenament de la FAF 2 | 29 de septiembre | 20:30 |
| UE Santa Coloma B | 3 - 0 | Sporting Club d'Escaldes  | Camp d'Esports d'Ordino          | 30 de septiembre | 15:00 |
| Encamp B          | 1 - 1 | Penya Encarnada d'Andorra | Prada de Moles                   | 30 de septiembre | 17:00 |
| Rangers           | 0 - 3 | Inter Club d'Escaldes B   | Camp d'Esports d'Ordino          | 30 de septiembre | 18:00 |

| UE Extremenya             | 2 - 4 | La Massana        | Camp d'Esports d'Ordino          | 7 de octubre | 12:00 |
| Penya Encarnada d'Andorra | 3 - 1 | Rangers           | Centre d'Entrenament de la FAF 2 | 7 de octubre | 14:00 |
| Atlètic Club d'Escaldes   | 4 - 0 | Encamp B          | Camp d'Esports d'Ordino          | 7 de octubre | 15:00 |
| Inter Club d'Escaldes B   | 0 - 2 | UE Santa Coloma B | Camp d'Esports d'Ordino          | 7 de octubre | 18:00 |

| Rangers           | 3 - 5  | Atlètic Club d'Escaldes   | Centre d'Entrenament de la FAF 2 | 13 de octubre | 20:40 |
| CE Carroi         | 14 - 1 | Sporting Club d'Escaldes  | Camp d'Esports d'Ordino          | 14 de octubre | 12:00 |
| UE Santa Coloma B | 0 - 5  | Penya Encarnada d'Andorra | Centre d'Entrenament de la FAF 2 | 14 de octubre | 12:00 |
| Encamp B          | 0 - 2  | UE Extremenya             | Prada de Moles                   | 14 de octubre | 17:00 |

| Inter Club d'Escaldes B | 3 - 5 | CE Carroi         | Centre d'Entrenament de la FAF 2 | 20 de octubre | 20:30 |
| Atlètic Club d'Escaldes | 2 - 1 | UE Santa Coloma B | Camp d'Esports d'Ordino          | 21 de octubre | 12:00 |
| UE Extremenya           | 2 - 2 | Rangers           | Camp d'Esports d'Ordino          | 21 de octubre | 15:15 |
| La Massana              | 1 - 1 | Encamp B          | Centre d'Entrenament de la FAF 2 | 21 de octubre | 20:00 |

| Rangers                  | 0 - 7 | La Masssana               | Centre d'Entrenament de la FAF 2 | 27 de octubre | 20:30 |
| Sporting Club d'Escaldes | 0 - 8 | Inter Club d'Escaldes B   | Centre d'Entrenament de la FAF 2 | 28 de octubre | 14:00 |
| CE Carroi                | 1 - 0 | Penya Encarnada d'Andorra | Camp d'Esports d'Ordino          | 28 de octubre | 15:30 |
| UE Santa Coloma B        | 2 - 2 | UE Extremenya             | Camp d'Esports d'Ordino          | 28 de octubre | 18:00 |

| Atlètic Club d'Escaldes   | 5 - 1  | CE Carroi                | Camp d'Esports d'Ordino | 11 de noviembre | 12:00 |
| La Massana                | 8 - 2  | UE Santa Coloma B        | Camp d'Esports d'Ordino | 11 de noviembre | 15:00 |
| Encamp B                  | 2 - 1  | Rangers                  | Prada de Moles          | 11 de noviembre | 17:00 |
| Penya Encarnada d'Andorra | 12 - 0 | Sporting Club d'Escaldes | Camp d'Esports d'Ordino | 11 de noviembre | 18:00 |

| UE Santa Coloma B        | 3 - 2  | Emcamp B                  | Centre d'Entrenament de la FAF 2 | 17 de noviembre | 20:30 |
| Inter Club d'Escaldes B  | 0 - 4  | Penya Encarnada d'Andorra | Camp d'Esports d'Ordino          | 18 de noviembre | 12:00 |
| CE Carroi                | 4 - 0  | UE Extremenya             | Centre d'Entrenament de la FAF 2 | 18 de noviembre | 12:00 |
| Sporting Club d'Escaldes | 0 - 12 | Atlètic Club d'Escaldes   | Camp d'Esports d'Ordino          | 18 de noviembre | 15:00 |

| Atlètic Club d'Escaldes | 1 - 0 | Inter Club d'Escaldes B  | Centre d'Entrenament de la FAF 2 | 24 de septiembre | 20:30 |
| La Massana              | 1 - 2 | CE Carroi                | Camp d'Esports d'Ordino          | 25 de noviembre  | 12:0  |
| Rangers                 | 4 - 2 | UE Santa Coloma B        | Centre d'Entrenament de la FAF 2 | 25 de noviembre  | 14:00 |
| UE Extremenya           | 5 - 0 | Sporting Club d'Escaldes | Camp d'Esports d'Ordino          | 25 de noviembre  | 15:00 |

| Inter Club d'Escaldes B   | 1 - 3  | UE Extremenya           | Camp d'Esports d'Ordino          | 2 de diciembre | 12:00 |
| Sporting Club d'Escaldes  | 0 - 11 | La Massana              | Centre d'Entrenament de la FAF 2 | 2 de diciembre | 14:00 |
| Penya Encarnada d'Andorra | 1 - 0  | Atlètic Club d'Escaldes | Camp d'Esports d'Ordino          | 2 de diciembre | 15:00 |
| CE Carroi                 | 1 - 0  | Encamp B                | Camp d'Esports d'Ordino          | 2 de diciembre | 18:00 |

| CE Carroi                 | 2 - 0 | Rangers       | Centre d'Entrenament de la FAF 2 | 9 de diciembre  | 20:00 |
| Sporting Club d'Escaldes  | 0 - 3 | Encamp B      | Camp d'Esports d'Ordino          | 16 de diciembre | 12:00 |
| Penya Encarnada d'Andorra | 5 - 1 | UE Extremenya | Centre d'Entrenament de la FAF 2 | 16 de diciembre | 14:00 |
| Inter Club d'Escaldes B   | 3 - 1 | La Massana    | Camp d'Esports d'Ordino          | 16 de diciembre | 18:00 |

| UE Santa Coloma B | 2 - 4 | CE Carroi                 | Centre d'Entrenament de la FAF 2 | 2 de febrero | 20:30 |
| UE Extremenya     | 0 - 5 | Atlètic Club d'Escaldes   | Centre d'Entrenament de la FAF 1 | 2 de febrero | 20:30 |
| La Massana        | 4 - 2 | Penya Encarnada d'Andorra | Centre d'Entrenament de la FAF 2 | 3 de febrero | 10:00 |
| Rangers           | 4 - 3 | Sporting Club d'Escaldes  | Centre d'Entrenament de la FAF 2 | 3 de febrero | 20:00 |
| Encamp B          | 0 - 4 | Inter Club d'Escaldes B   | Centre d'Entrenament de la FAF 2 | 3 de marzo   | 20:00 |

| Sporting Club d'Escaldes  | 3 - 4 | UE Santa Coloma B | Centre d'Entrenament de la FAF 2 | 9 de febrero  | 20:30 |
| Penya Encarnada d'Andorra | 3 - 0 | Encamp B          | Centre d'Entrenament de la FAF 1 | 9 de febrero  | 20:45 |
| Inter Club d'Escaldes B   | 7 - 0 | Rangers           | Centre d'Entrenament de la FAF 2 | 10 de febrero | 14:00 |
| Atlètic Club d'Escaldes   | 3 - 1 | La Massana        | Centre d'Entrenament de la FAF 2 | 10 de febrero | 20:00 |

| La Massana        | 9 - 2 | UE Extremenya             | Centre d'Entrenament de la FAF 2 | 16 de febrero | 20:30 |
| Rangers           | 4 - 5 | Penya Encarnada d'Andorra | Centre d'Entrenament de la FAF 2 | 16 de febrero | 14:00 |
| UE Santa Coloma B | 0 - 3 | Inter Club d'Escaldes B   | Centre Esportiu d'Alàs           | 16 de febrero | 16:00 |
| Encamp B          | 0 - 7 | Atlètic Club d'Escaldes   | Prada de Moles                   | 16 de febrero | 17:00 |

| Atlètic Club d'Escaldes   | 13 - 0 | Rangers           | Centre d'Entrenament de la FAF 1 | 23 de febrero | 20:30 |
| UE Extremenya             | 2 - 4  | Encamp B          | Centre d'Entrenament de la FAF 2 | 23 de febrero | 20:30 |
| Penya Encarnada d'Andorra | 2 - 1  | UE Santa Coloma B | Centre d'Entrenament de la FAF 2 | 24 de febrero | 10:00 |
| Sporting Club d'Escaldes  | 0 - 5  | CE Carroi         | Centre d'Entrenament de la FAF 2 | 24 de febrero | 20:00 |

| UE Santa Coloma B | 0 - 1 | Atlètic Club d'Escaldes | Centre d'Entrenament de la FAF 2 | 9 de marzo  | 20:30 |
| CE Carroi         | 3 - 0 | Inter Club d'Escaldes B | Centre d'Entrenament de la FAF 2 | 10 de marzo | 14:00 |
| Encamp B          | 0 - 4 | La Massana              | Camp de Fútbol Prada de Moles    | 10 de marzo | 17:00 |
| Rangers           | 2 - 1 | UE Extremenya           | Centre d'Entrenament de la FAF 2 | 10 de marzo | 20:00 |

| Inter Club d'Escaldes B   | 3 - 2 | Sporting Club d'Escaldes | Centre d'Entrenament de la FAF 2 | 16 de febrero | 20:30 |
| La Massana                | 9 - 0 | Rangers                  | Camp d'Esports d'Ordino          | 17 de marzo   | 12:00 |
| Penya Encarnada d'Andorra | 1 - 0 | CE Carroi                | Camp d'Esports d'Ordino          | 17 de marzo   | 16:00 |
| UE Extremenya             | 2 - 3 | UE Santa Coloma B        | Centre d'Entrenament de la FAF 2 | 17 de marzo   | 20:00 |

| Sporting Club d'Escaldes | 1 - 6 | Penya Encarnada d'Andorra | Centre d'Entrenament de la FAF 2 | 23 de marzo | 20:30 |
| Rangers                  | 1 - 3 | Encamp B                  | Centre d'Entrenament de la FAF 2 | 24 de marzo | 12:30 |
| UE Santa Coloma B        | 1 - 3 | La Massana                | Centre d'Entrenament de la FAF 2 | 24 de marzo | 15:00 |
| CE Carroi                | 1 - 2 | Atlètic Club d'Escaldes   | Centre d'Entrenament de la FAF 2 | 24 de marzo | 17:30 |

| Penya Encarnada d'Andorra | 1 - 1  | Inter Club d'Escaldes B  | Centre d'Entrenament de la FAF 2 | 30 de marzo | 20:30 |
| Atlètic Club d'Escaldes   | 11 - 1 | Sporting Club d'Escaldes | Camp d'Esports d'Ordino          | 31 de marzo | 12:00 |
| UE Extremeya              | 1 - 5  | CE Carroi                | Camp d'Esports d'Ordino          | 31 de marzo | 15:00 |
| Encamp B                  | 1 - 2  | UE Santa Coloma B        | Camp de Fútbol-7 d'Encamp        | 31 de marzo | 17:00 |

| UE Santa Coloma B        | 2 - 1 | Rangers                 | Centre d'Entrenament de la FAF 2 | 6 de abril | 20:30 |
| CE Carroi                | 3 - 2 | La Massana              | Camp d'Esports d'Ordino          | 7 de abril | 12:00 |
| Inter Club d'Escaldes B  | 1 - 4 | Atlètic Club d'Escaldes | Camp d'Esports d'Ordino          | 7 de abril | 15:00 |
| Sporting Club d'Escaldes | 5 - 3 | UE Extremenya           | Camp d'Esports d'Ordino          | 7 de abril | 18:00 |

| UE Extremnya            | 0 - 5 | Inter Club d'Escaldes B   | Camp d'Esports d'Ordino       | 14 de abril | 12:05 |
| La Massana              | 6 - 1 | Sporting Club d'Escaldes  | Camp d'Esports d'Ordino       | 14 de abril | 15:00 |
| Encamp B                | 1 - 5 | CE Carroi                 | Camp de Fútbol Prada de Moles | 14 de abril | 17:00 |
| Atlètic Club d'Escaldes | 4 - 0 | Penya Encarnada d'Andorra | Camp d'Esports d'Ordino       | 14 de abril | 18:00 |

## Play-offs

### Clasificación
| Pos. | Equipo                         | Pts. | PJ | G  | E | P  | GF  | GC  | Dif. |                                      |
| ---- | ------------------------------ | ---- | -- | -- | - | -- | --- | --- | ---- | ------------------------------------ |
| 1    | Atlètic Club d'Escaldes (C, P) | 59   | 23 | 19 | 2 | 2  | 104 | 19  | +85  | Asciende a Primera División 2019-20  |
| 2    | Carroi                         | 53   | 23 | 17 | 2 | 4  | 75  | 29  | +46  | Clasificado al play-off de promoción |
| 3    | La Massana                     | 50   | 23 | 16 | 2 | 5  | 104 | 33  | +71  |                                      |
| 4    | Penya Encarnada                | 47   | 23 | 15 | 2 | 6  | 70  | 31  | +39  |                                      |
| 5    | Ràngers                        | 14   | 23 | 4  | 2 | 17 | 38  | 101 | −63  |                                      |
| 6    | UE Extremenya                  | 13   | 23 | 3  | 4 | 16 | 35  | 92  | −57  |                                      |

 Fuente: FAF

### Tabla de resultados cruzados
| Local \ Visitante       | ACE | CAR | MAS  | PEN | RAN | EXT  |
| ----------------------- | --- | --- | ---- | --- | --- | ---- |
| Atlètic Club d'Escaldes | —   | 1–1 | —    | 2–0 | —   | —    |
| CE Carroi               | —   | —   | —    | 0–4 | —   | 10–1 |
| La Massana              | 3–5 | 1–1 | —    | —   | 7–1 | 4–1  |
| Penya Encarnada         | —   | —   | 2–4  | —   | 7–3 | —    |
| Ràngers                 | 0–9 | 0–1 | —    | —   | —   | 3–3  |
| UE Extremenya           | 0–5 | —   | 0–10 | —   | —   | —    |

### Resultados
- Los horarios corresponden a la CET (Hora Central Europea) UTC+1 en horario estándar y UTC+2 en horario de verano.

| Rangers                   | 3 - 3 | UE Extremenya | Centre Esportiu d'Alàs           | 27 de abril | 17:00 |
| Atlètic Club d'Escaldes   | 1 - 1 | CE Carroi     | Centre d'Entrenament de la FAF 2 | 28 de abril | 14:00 |
| Penya Encarnada d'Andorra | 2 - 4 | La Massana    | Centre d'Entrenament de la FAF 2 | 28 de abril | 20:00 |

| La Massana    | 7 - 1 | Rangers                   | Centre d'Entrenament de la FAF 2 | 1 de mayo | 10:00 |
| UE Extremenya | 0 - 5 | Atlètic Club d'Escaldes   | Centre Esportiu d'Alàs           | 1 de mayo | 15:00 |
| CE Carroi     | 0 - 4 | Penya Encarnada d'Andorra | Centre d'Entrenament de la FAF 2 | 1 de mayo | 20:00 |

| Penya Encarnada d'Andorra | 4 - 1 | UE Extremenya           | Centre d'Entrenament de la FAF 2 | 5 de mayo | 14:00 |
| Rangers                   | 0 - 9 | Atlètic Club d'Escaldes | Centre d'Entrenament de la FAF 2 | 5 de mayo | 18:00 |
| La Massana                | 1 - 1 | CE Carroi               | Centre d'Entrenament de la FAF 2 | 5 de mayo | 20:00 |

| Rangers                 | 0 - 1  | CE Carroi                 | Camp d'Esports d'Ordino          | 12 de mayo | 16:0'0 |
| UE Extremenya           | 0 - 10 | La Massana                | Centre d'Entrenament de la FAF 2 | 12 de mayo | 16:0'0 |
| Atlètic Club d'Escaldes | 2 - 0  | Penya Encarnada d'Andorra | Centre d'Entrenament de la FAF 1 | 12 de mayo | 16:0'0 |

| Penya Encarnada d'Andorra | 7 - 3  | Rangers                 | Centre d'Entrenament de la FAF 2 | 18 de mayo | 20:30 |
| CE Carroi                 | 10 - 1 | UE Extremnya            | Camp d'Esports d'Ordino          | 19 de mayo | 18:00 |
| La Massana                | 3 - 5  | Atlètic Club d'Escaldes | Centre d'Entrenament de la FAF 2 | 19 de mayo | 18:00 |

## Play-off de promoción
El tercer equipo ubicado en la clasificación final de la Ronda por la permanencia de la Primera División disputó una serie a doble partido, uno como visitante y otro como local, ante el subcampeón de la Segunda División. El ganador de la eliminatoria participó de la siguiente temporada de la Primera Divisió.
| Ida, 22 de mayo de 2019, 21:00; | Carroi                | 1:0 (0:0) | Lusitanos | Centre d'Entrenament de la FAF 2, Santa Coloma |                           |
|                                 | - Alejandro Muñoz 70' | Reporte   |           | Árbitro(s): Bruno Parente                      | Árbitro(s): Bruno Parente |

| Vuelta 29 de mayo de 2019, 21:00; | Lusitanos                                                           | 1:0 (1:0, 0:0) (t. s.)(2:4 p.)(Global 1:1) | Carroi                                                                            | Centre d'Entrenament de la FAF 1, Santa Coloma |                                 |
|                                   | - Héctor Urrunaga 68'                                               | Reporte                                    |                                                                                   | Árbitro(s): Luis Do Nascimiento                | Árbitro(s): Luis Do Nascimiento |
|                                   |                                                                     | Tiros desde el punto penal                 |                                                                                   |                                                |                                 |
|                                   | - Andrés Briñez - Matias Vaamonde - David Cortez - Soualio Bakayoko |                                            | - Alejandro Muñoz - Alagy Oliveira - Daniel Rojas - Armando Avelar - Ahmed Chelli |                                                |                                 |